# Општина Корнацелу (Дамбовица)
Корнацелу (рум. Cornăţelu) општина је у Румунији у округу Дамбовица.
Oпштина се налази на надморској висини од 164 m.